# 棱纹玉山竹
棱纹玉山竹（学名：Yushania grammata）为禾本科玉山竹属下的一个种。

## 扩展阅读
- 維基物種上的相關：棱纹玉山竹